# Паоло Гуччі
Паоло Гуччі (29 березня 1931 — 10 жовтня 1995) — італійський бізнесмен і модельєр. Він був колишнім головним дизайнером і віцепрезидентом Gucci. Йому приписують допомогу в розробці знаменитого логотипу Gucci з подвійним G.

## Раннє життя та кар'єра
Паоло Гуччі народився 29 березня 1931 року в Флоренції, син Олвен Прайс і Альдо Гуччі, який був сином засновника Gucci Гуччо Гуччі. Він був головним дизайнером Gucci наприкінці 1960-х років. У 1978 році батько призначив його віцепрезидентом Gucci.
У 1980 році Паоло таємно відкрив свій власний бізнес під ім'ям Gucci, не сказавши ні батькові, ні дядькові Родольфо. Коли вони дізналися про це, вони обидва прийшли в лють і звільнили його з Gucci у вересні 1980 року. Крім того, його батько Альдо подав на нього до суду, погрожуючи закрити будь-якого постачальника Gucci, який підписав контракт з Паоло.
У 1984 році, прагнучи помститися, Паоло домігся того, щоб його батько Альдо був відсторонений від компанії за допомогою свого двоюрідного брата Мауріціо Гуччі, який нещодавно став мажоритарним акціонером. Крім того, Паоло також повідомив податковій службі про ухилення свого батька від сплати податків. У 1986 році Альдо був засуджений до одного року і одного дня в'язниці за ухилення від сплати податків. У 1987 році Паоло продав всі свої акції Gucci компанії Investcorp за 42,5 мільйона доларів. Через витрати екстравагантних сум грошей і внаслідок поганих ділових рішень він подав заяву про банкрутство у 1993 році.

## Особисте життя
У 1952 році Паоло Гуччі одружився з Івонною Мошетто, і у них народилися дві дочки, Елізабетта і Патриція. Їх шлюб розпався, і в 1977 році він одружився з британською світською левицею Дженні Гарвуд, у них народилася дочка Джемма Гуччі.У 1990 році він розлучився з Гарвуд після роману з 19-річною Пенні Армстронг, яка народила від нього двоє позашлюбних дітей (Алісса і Габріель). У 1994 році він провів п'ять тижнів у в'язниці за несплату аліментів на дитину від Дженні Гарвуд. Паоло Гуччі помер у Лондоні 10 жовтня 1995 року у віці 64 років від хронічного гепатиту у розпал шлюборозлучного процесу.

## У популярній культурі
У фільмі «Дім Гуччі» (2021) Паоло Гуччі грає американський актор Джаред Лето. У квітні 2021 року дочка Паоло Патриція Гуччі розкритикувала зображення свого батька у фільмі Лето (неохайне волосся, бузковий костюм): «Жахливо, жахливо. Я досі відчуваю себе ображеною».